# Arthur Thomas Malkin
Arthur Thomas Malkin (Hackney, Londres, 1803 — Inverness, 1888) foi um montanhista e escritor inglês.
Os historiadores Benjamin Heath Malkin e Frederic Malkin eram seus irmãos. Em agosto de 1840 Malkin foi o primeiro a escalar o Hockenhorn no Lötschental, nos Alpes Berneses.

## Obras
- Biographies of eminent men in literature, arts, and arms, from the 13th century, Nattali & Bond, Londres, 1850
  - 1. - Dante to Raleigh
  - 2. - Lord Bacon to Leibniz
  - 3. - Somers to John Hunter
  - 4. - Gibbon to Wilberforce
- Distinguished men of modern times, Knight, Londres 1838 (volumes 1-4)
- Gallery portraits with memoirs. Knight, Londres 1848[1]
- Historical parallels, Knight, Londres (volumes 1-3)[2]
- History of Greece from the earliest times to its final subjection to Rome, Baldwin & Cradock, Londres 1829
- Leaves from the Alpine notebooks, Londres 1890